# ناتالي دن ديكر
ناتالي دن ديكر (بالهولندية: Nathalie den Dekker)‏ هي عارضة هولندية، ولدت في 1990 في أمستردام في هولندا.